# Potaje

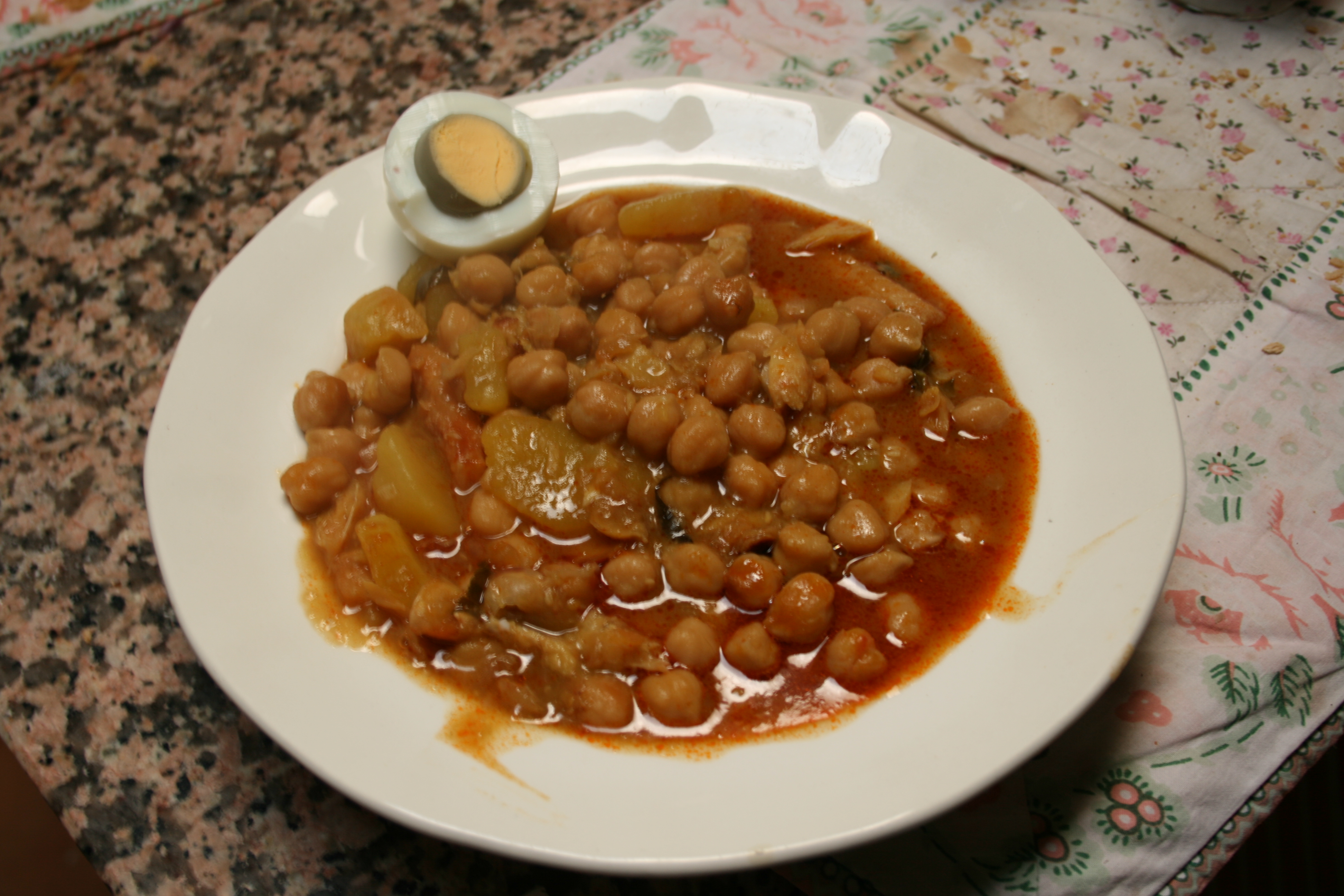
Potaje de vigilia.

Potaje är en spansk maträtt baserad på grönsaker och baljväxter som tillagas i rikligt med vatten. Varianterna av denna maträtt är otaliga och beror i grunden på de ingående ingredienserna och den regionala tillgången på dessa. Detta gör att ordet potaje (gryta) dyker upp på menyer tillsammans med prepositionerna con (med) eller de, och på så sätt kallas varianterna till exempel: potaje con/de mangold; potaje med lök osv.
Potaje är vanligtvis baserad på grönsaker och baljväxter (kikärter, men det finns även potaje med bönor, eller linser), bestående av kokta grönsaker till vilken tillsätts en buljong med stekt tomat eller lök, men det blir inte en soppa. I buljongen används vanligtvis vitlök, tomat och peppar, till vilka andra ingredienser kan läggas, kokt ägg och spenat, eller tomat och korv, etc. Förutom vitlök används ofta andra kryddor, såsom paprika, peppar, kummin, oregano eller kryddnejlika. Potaje kan innehålla lite kött, ben, bacon eller chorizo för att ge buljongen mer smak, eller musslor och torsk. 
En traditionell rätt under påsken är potaje de vigilia.